# OMV

Logo firmy w latach 1995–2024

OMV (wcześniej Österreichische Mineralölverwaltung i ÖMV) – austriackie przedsiębiorstwo z siedzibą w Wiedniu, założone 3 lipca 1956, zajmujące się przetwarzaniem ropy naftowej oraz dystrybucją produktów ropopochodnych, m.in. paliw.
Działa w 18 państwach na 5 kontynentach. Posiada udziały w Borealis A/S, AMI Agrolinz International GmbH, węgierskiej grupie MOL, Bayernoil Raffineriegesellschaft GmbH, EconGas GmbH, Petrom SA, Turkish Petrol Ofisi.